# Historia del uniforme del Club San José
El uniforme del Club San José consiste en camiseta de color blanco, con la «V» de la victoria en el pecho, pantalón azul y medias azules.
El primer uniforme consistía en camisa blanca que representa la pureza y el nevado de la Cordillera de los Andes, sobre la camiseta estaba una franja horizontal de color celeste que cubría la parte superior del pecho y que representaba el cielo abierto del altiplano, en representación a la altura en dónde fue fundada la institución.
En 1954 la camiseta sufrió su primera modificación y se colocó una «V» de color celeste sobre el pecho en sustitución de la franja horizontal, el significado de esta «V» fue el de la victoria, debido a que el club había salido campeón de múltiples categorías deportivas en aquellos años.
23 años después cuando se creó la Liga del Fútbol Profesional Boliviano en 1977, a finales de ese año, se cambió el color celeste del uniforme y se reemplazó por el azul. Como resultado, uno de los apodos más comunes del equipo es la «V» azulada. Posteriormente la camiseta sufrió diversas modificaciones no significativas hasta el siglo XXI.
En el 2015, la camiseta sufrió una de sus modificaciones más importantes, se implementa el Quirquincho, mascota y símbolo de la institución, este se coloca sobre la tradicional «V» azulada, el escudo cambiá de posición y se muestra en el centro del pecho, esta camiseta se utilizó para jugar la Copa Libertadores 2015 y el torneo local. Contra todo pronóstico esta camiseta fue una de las más queridas por los hinchas y por la propia institución, logrando hasta hoy en día una gran aceptación por parte de la hinchada e inclusive se continúa comercializando.
En el 2016, para jugar el torneo clausura, la camiseta se modifica y vuelve a la tradicional «V» azulada, el escudo también vuelve a su posición original.
En el 2017, luego del «éxito» que había generado la camiseta utilizada en el 2015, el Quirquincho volvió a mostrase en la camiseta para jugar el torneo apertura, en el torneo clausura de ese año se vuelve utilizar la tradicional «V» azulada.
En el 2018 la camiseta de Quirquincho se utilizó para encarar algunos compromisos y para finales de ese año rerornando a su forma original. El uniforme se mantiene igual hasta la actualidad.
En lo que respecta al uniforme alternativo, San José ha usado diversos modelos y colores a lo largo de su historia deportiva. Pero el principal utilizado desde los años 70 consiste en una camiseta rojo carmesí con una «V» azul sobre el pecho, pantalón azul y medias azules. Esta camiseta se utiliza debido a que San José es el único equipo de la ciudad de Oruro que participa en la liga profesional.

## Uniforme titular
| 1942-1953 | 1954 | 1955 | 1977 | 1991 | 1992 | 1995 | 2000 | 2001 | 2002-04 | 2005 |

| 2005-06 | 2006 | 2007 | 2008 | 2009 | 2010 | 2011 | 2011-12 | 2012 | 2012-13 | 2013/14 Apertura |

| 2013-14 Clausura | 2015-16 Apertura | 2015-16 Clausura | 2016-17 Apertura | 2018 Apertura/Clausura |

## Uniforme alternativo
| 2008 | 2009 | 2011-12 | 2012 | 2015-16 | 2016-17 |

## Uniformes especiales
El 19 de marzo de 2012, con motivo del 70 aniversario del club, el equipo juntó a exfutbolistas jugaron un partido homenaje con camisetas especiales. El atuendo de juego, en el que se mostraban bastones en la parte frontal sobre la «V» de la victoria, y en la parte inferior el lema para celebrar el "vínculo inseparable con la región de origen" bajo el lema "San José es Oruro y Oruro es San José". La camiseta de edición limitada a 1,500 unidades se agotó el mismo día.
| Aniversario 70 años |

### Competiciones internacionales
| Copa Libertadores 2008 | Copa Libertadores 2008 Visitante | Copa Sudamericana 2010 | Copa Sudamericana 2010 Visitante | Copa Sudamericana 2011 | Copa Sudamericana 2011 Visitante |

| Copa Libertadores 2013 | Copa Libertadores 2013 Visitante | Copa Libertadores 2015 | Copa Libertadores 2015 Visitante | Copa Libertadores 2020 |

## Indumentaria y patrocinadores
Las siguientes tablas detallan la cronología de las marcas de las indumentarias y los patrocinadores del Club San José.

### Proveedores
| Período       | Firma           | Origen             |
| ------------- | --------------- | ------------------ |
| 1992-2001     | Redif           | Bandera de Bolivia |
| 2002-2003     | GAV Sport       | Bandera de Bolivia |
| 2004-2006     | Alan Sport      | Bandera de Bolivia |
| 2007-presente | Willys Athletic | Bandera de Bolivia |

### Patrocinios
| Patrocinadores | Patrocinadores                 | Patrocinadores                                                                                              | Patrocinadores                                                                                                 |
| Período        | Patrocinador principal         | Logotipo | Patrocinador secundario                                                                                        |
| -------------- | ------------------------------ | --- | --- |
| 1990 - 1992    | Coca-Cola                      | | Ninguno |
| 1993 - 1994    | Ferrari Ghezzi Ltda.           | | Ninguno |
| 2000 - 2004    | Paceña                         | | LAB Móvil de Entel Gypsy                                                                                       |
| 2005 - 2006    | Inti Raymi                     | - | Ninguno |
| 2006 - 2007    | Inti Raymi                     | - | Aerosur Sinchi Wayra S.A.                                                                                      |
| 2007 - 2009    | Inti Raymi                     | - | Aerosur Tigo, Monopol, Pepsi, La Patria                                                                        |
| 2010 - 2012    | Entel                          | | Aerosur, Elfeo S.A., Monopol, Inti Raymi, Powerade                                                             |
| 2012 - 2013    | Entel                          | Pepsi, Inti Raymi, Trans Azul, Monopol, Laboratorios Bagó                                                   | |
| 2013           | Entel                          | Autobuses Quirquincho, Inti Raymi, Trans Azul, Monopol, Amaszonas, Laboratorios Bagó, Pepsi, Muebles Famuwa | |
| 2014           | Entel Corinsa                  | , | Autobuses Quirquincho, Boliviana de Aviación, Monopol, Laboratorios Bagó, Cemento Emisa, Pepsi, Muebles Famuwa |
| 2015           | Corinsa                        | | Amaszonas, Monopol, Laboratorios Bagó, Pepsi, Sport TV Rights                                                  |
| 2016           | Grupo Indara, Lotería Nacional | - | Cerveza Auténtica, Laboratorios Bagó, Pepsi, Sport TV Rights                                                   |
| 2017           | Tigo, Corinsa                  | , | Amaszonas Coteor Inti Pepsi, Salqui, Comercor                                                                  |